# Czuryłowie herbu Korczak

Herb Korczak

Czuryłowie herbu Korczak, znani również jako Czyryłowie – polski ród szlachecki, bezpośrednio wywodzący się z rodu Gorajskich. Takie miano przyjął jeden z synów Aleksandra Gorajskiego, czasem określany jako Jędrzej a czasem jako Iwo.

## Historia
Pierwszym z Czuryłów noszącym ten przydomek, o którym wspomina genealogia, był Jędrzej, syn Aleksandra Gorajskiego. Po raz pierwszy szlachcic ten określany czasem jako Jan ze Stojanic otrzymał w 1448 roku za zasługi od Kazimierza IV Jagiellończyka puste dobra Lachnowo, Siedlec, Nababin i Dolinę w powiecie Kamienieckim.

## Znani członkowie rodu
- Andrzej Czuryło
- Marcin Czuryło
- Mikołaj Czuryło